# 运动损伤

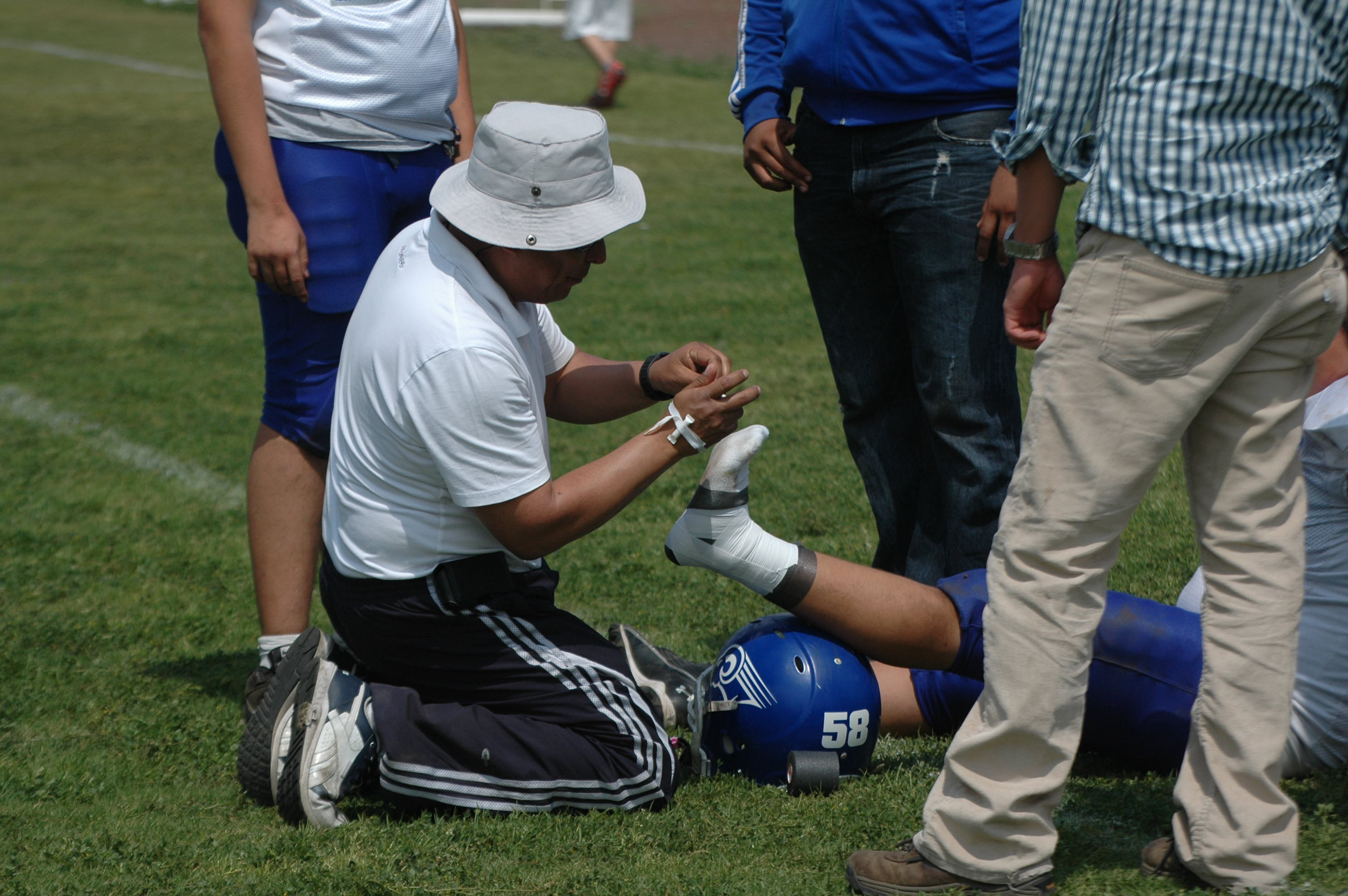
一名墨西哥的美式足球运动员在接受脚踝包扎

运动损伤又稱运动创伤或運動傷害（英語：Sports injuries），指在体育运动或体能锻炼过程中发生的创伤。例如在美国，据估计有三千万青少年参与过某种形式的有组织运动，其中每年又有三百万14岁以下人士遭受运动创伤。